# Trisephena metrior
Trisephena metrior är en insektsart som beskrevs av Medler 1990. Trisephena metrior ingår i släktet Trisephena och familjen Flatidae. Inga underarter finns listade i Catalogue of Life.